# 天使のはらわた 赤い教室
『天使のはらわた 赤い教室』（てんしのはらわた あかいきょうしつ）は、1979年公開の日本映画。日活ロマンポルノの一作である。カラー / ワイド / 79分。
曽根中生監督、水原ゆう紀主演。石井隆の連作劇画『天使のはらわた』からの映画化2作目で、脚本は石井隆のオリジナルである。封切時の併映は、『宇能鴻一郎の濡れて開く』（西村昭五郎監督、八城夏子主演）。
主演の水原ゆう紀は本作の大胆演技で第1回ヨコハマ映画祭主演女優賞を受賞。また「スカイブルーリボン賞」の作品大賞と最優秀女優賞を受賞した。『週刊現代』は「水原ゆう紀はおかされ方がうまい」と評した。

## スタッフ
- 監督 - 曾根中生
- 製作 - 海野義幸
- 企画 - 成田尚哉
- 原作 - 石井隆
- 脚本 - 石井隆、曾根中生
- 撮影 - 水野尾信正
- 美術 - 柳生一夫
- 編集 - 鍋島惇
- 音楽 - 泉つとむ
- 照明 - 熊谷秀夫
- 録音 - 橋本文雄
- 助監督 - 浅田真男

## キャスト
- 土屋名美 - 水原ゆう紀
- 村木哲郎 - 蟹江敬三
- 川名裕子 - 水島美奈子
- 杉山 - 堀礼文
- 岡 - 河西健司
- 中年男 - 大矢甫
- マー坊 - 草薙良一
- 川島恵子 - あきじゅん
- 腰巻の女 - 藤波怜子
- サングラスの女 - 佐藤恵子
- 岡麻美
- 刑事 - 織田俊彦
- ヤクザ - 溝口拳
- 技師 - 佐藤了一
- モデルの男 - 影山英俊
- セーラー服の少女 - 小島洋子
- 浜崎麻耶、目黒智美、尾崎ひろを、黒田健、小見山玉樹、東ももえ

## 製作
水原ゆう紀は知人でもある曽根中生監督から「主役で脱ぐけど、やるか?」と聞かれ、曽根監督なら所謂、ロマンポルノみたいなものは撮らないと思い、「ハイやります」と返事した。次の日に台本を見せてもらってビックリしたが、結局1日考え正式に出演を承諾した。

## 興行成績
原作の石井隆人気に加え、元清純歌手が初めて脱いだと話題を呼び、ロマンポルノ史上最高の動員を記録した。